# Ertem Göreç
Ertem Göreç (Bursa, 19 dicembre 1931 – Istanbul, 12 marzo 2021) è stato un regista e cestista turco.
Era il fratello di Samim Göreç.

## Carriera
Con la Turchia ha disputato i Campionati europei del 1951.

## Filmografia
- Önce Canan 1988
- Kocamın Karısı 1987
- Kader Kurbanları 1986
- Sevda Ateşi 1986
- Sonsuz Aşk 1986
- Dayak Cennetten Çıkma 1986
- Elmayı Kim Isırdı 1986
- Fiyakalı Enişte 1986
- Güldürme Beni 1986
- Dönme Sevgilim 1985
- Tövbekar 1977
- Kan Kardeşler 1976
- Kana Kan 1976
- O Kadınlar 1976
- Ah Bu Gençlik (film, 1976) 1976
- Analar Ölmez 1976
- İki Kızgın Adam 1976
- Tatlı Cadının Maceraları 1975
- Nöri Gantar Ailesi 1975
- Harakiri 1975
- Haşhaş 1975
- Sevmek 1974
- Sezercik Küçük Mücahit 1974
- Sığıntı 1974
- Yayla Kızı 1974
- Sahipsizler 1974
- İkibin Yılın Sevgilisi 1973
- Dertli 1973
- Öksüzler 1973
- Anadolu Ekspresi 1973
- Korkunç Tecavüz 1972
- Ölüm Dönemeci 1972
- Sahtekar 1972
- Binbir Gece Masalları 1971
- Silah ve Namus 1971
- La meravigliosa favola di Biancaneve 1970
- Hancı 1969
- Dağlar Şahini 1969
- Bana Derler Fosforlu 1969
- Deli Murat 1969
- Yılan Soyu 1969
- Bağdat Hırsızı 1968
- Belalı Hayat 1968
- Beyoğlu Canavarı 1968
- Son Hatıra 1968
- Son Vurgun 1968
- Can Pazarı 1968
- Şafak Sökmesin 1968
- Şeyh Ahmet 1968
- Alnımın Kara Yazısı 1968
- Sabahsız Geceler 1968
- Aşkım Günahımdır 1968
- Kan Davası 1967
- Kanlı Hayat 1967
- Krallar Ölmez 1967
- Acı Günler 1967
- Affet Beni 1967
- Düşman Aşıklar 1967
- Eceline Susayanlar 1967
- Altın Çocuk Beyrut'ta 1967
- Ölüm Saati 1967
- Beyoğlu'nda Vuruşanlar 1966
- Biraz Kül Biraz Duman 1966
- Kanun Benim 1966
- Bu Şehrin Belalısı 1966
- Kanunsuz Yol 1966
- Yiğit Yaralı Olur 1966
- Karanlıkta Uyananlar 1964
- Korkunç Şüphe 1964
- Kızgın Delikanlı 1964
- Ayrılan Yollar 1964
- Cici Can 1963
- Ayşecik Fakir Prenses 1963
- Rıfat Diye Biri 1962
- Otobüs Yolcuları 1961
- Kanlı Sevda 1960